# 오라클 클라우드
오라클 클라우드(Oracle Cloud)는 오라클 코퍼레이션이 제공하는 클라우드 컴퓨팅 서비스로, 오라클 코퍼레이션이 관리하는 전 세계 데이터 센터 네트워크를 통해 서버, 스토리지, 네트워크, 애플리케이션 및 서비스를 제공한다. 회사는 인터넷을 통해 이러한 서비스를 온디맨드 방식으로 프로비저닝할 수 있도록 허용한다.
오라클 클라우드는 서비스형 인프라스트럭처 (IaaS), 서비스형 플랫폼 (PaaS), 서비스형 소프트웨어 (SaaS), 그리고 서비스형 데이터 (DaaS)를 제공한다. 이러한 서비스는 클라우드에서 애플리케이션을 구축, 배포, 통합 및 확장하는 데 사용된다. 이 플랫폼은 수많은 개방형 표준 (SQL, HTML5, REST 등), 오픈 소스 애플리케이션 (쿠버네티스, 스파크, 하둡, 카프카, MySQL, 테라폼 등), 그리고 오라클 고유의 소프트웨어, 오픈 소스, 타사 소프트웨어 및 시스템을 포함한 다양한 프로그래밍 언어, 데이터베이스, 도구 및 소프트웨어 프레임워크를 지원한다.

## 서비스

### 서비스형 인프라스트럭처 (IaaS) 및서비스형 플랫폼 (PaaS)
오라클의 클라우드 인프라스트럭처는 2016년 10월 20일 "Oracle Bare Metal Cloud Services"라는 이름으로 일반에 공개되었다(GA). Oracle Bare Metal Cloud Services는 2018년 Oracle Cloud Infrastructure로 리브랜딩되었고, Oracle OpenWorld 2018에서 오라클의 "Generation 2 Cloud"로 명명되었다. Oracle Cloud Infrastructure 제품에는 다음 서비스가 포함된다.
- 컴퓨트: 이 회사는 다양한 워크로드 유형과 성능 특성에 맞춰 다양한 형태(VM 크기)를 제공하는 가상 머신 인스턴스를 제공한다. 또한 하이퍼바이저 없이 온디맨드 베어메탈 서버와 베어메탈 GPU 서버를 제공한다. 2016년, 오라클 클라우드 인프라스트럭처는 인텔 프로세서를 탑재한 베어메탈 인스턴스로 출시되었다. 이 첫 번째 베어메탈 인스턴스는 인텔 서버로 구동되었다.[5] 2018년, 오라클 클라우드는 AMD 프로세서로 구동되는 베어메탈 인스턴스를 추가했으며,[6] 2021년에는 암페어 클라우드 네이티브 프로세서를 추가했다.[7] 2021년, 오라클은 또한 암(Arm) 프로세서 기반의 첫 번째 VM 기반 컴퓨트 인스턴스를 출시했다.[7]
- 스토리지: 이 플랫폼은 일반적인 프로토콜 및 API를 통해 데이터베이스, 분석, 콘텐츠 및 기타 애플리케이션을 위한 블록 볼륨, 파일 스토리지, 객체 스토리지 및 아카이브 스토리지를 제공한다.
- 네트워킹: 이 클라우드 플랫폼은 종단 간 보안을 통해 신규 또는 기존 사설 네트워크를 지원하기 위해 완전히 구성 가능한 IP 주소, 서브넷, 라우팅 및 방화벽을 제공한다.
- 거버넌스: 감사, ID 및 접근 관리를 위해 이 플랫폼은 데이터 무결성 검사, 추적성 및 접근 관리 기능을 갖추고 있다.
- 데이터베이스 관리 / 데이터 관리: 오라클은 OLTP, 데이터 웨어하우징, 스파크, 기계 학습, 텍스트 검색, 이미지 분석, 데이터 카탈로그, 딥 런닝을 포함한 데이터베이스 워크로드뿐만 아니라 하이퍼스케일 빅 데이터 및 스트리밍 워크로드를 위한 데이터 관리 플랫폼을 제공한다. 이 플랫폼은 오라클, MySQL, NoSQL 데이터베이스를 관리형 클라우드 서비스로 온디맨드 방식으로 배포할 수 있도록 한다. 오라클 데이터베이스는 오라클 자율 데이터베이스(데이터 웨어하우스, 트랜잭션 처리 또는 JSON에 최적화됨), Exadata 형태, 그리고 Real Application Clusters (RAC)를 독점적으로 제공한다.
- 로드 밸런싱: 이 클라우드 플랫폼은 호스팅된 애플리케이션의 고가용성과 내결함성을 위해 결함 도메인과 가용성 도메인 간에 트래픽을 자동으로 라우팅하는 로드 밸런싱 기능을 제공한다.
- 엣지 서비스: 이러한 서비스는 사용자 및 리소스 간의 경로를 모니터링하고 변경 및 중단에 적응할 수 있다. 여기에는 오라클이 Dyn을 인수하여 제공하는 도메인 이름 시스템(DNS) 서비스가 포함된다.[8]
- FastConnect: 이 클라우드 플랫폼은 에퀴닉스, AT&T, 콜트와 같은 제공업체를 통해 온프레미스 네트워크와 클라우드 네트워크 간의 사설 연결을 제공한다.
- 애플리케이션 개발: 애플리케이션 개발을 위해 이 회사의 클라우드는 API 우선, 모바일 우선 클라우드 애플리케이션을 구축, 배포 및 관리하기 위한 개방형 표준 기반 애플리케이션 개발 플랫폼을 제공한다. 이 플랫폼은 컨테이너 네이티브, 클라우드 네이티브 및 로우 코드 개발을 지원한다. 이 플랫폼은 또한 CI/CD를 위한 DevOps 플랫폼, Java 애플리케이션 진단, SaaS 및 온프레미스 애플리케이션과의 통합을 제공한다. 서비스에는 Java, 모바일, 디지털 어시스턴트(챗봇에서 진화), 메시징, 애플리케이션 컨테이너 클라우드, 개발자 클라우드, 비주얼 빌더, API 카탈로그, AI 플랫폼, DataScience.com(오라클 인수) 및 블록체인이 포함된다.
- 통합: 온프레미스 및 클라우드 애플리케이션을 통합하기 위한 어댑터를 제공하는 플랫폼이다. 기능에는 데이터 통합 및 복제, API 관리, 통합 분석, 데이터 마이그레이션 및 통합이 포함된다. 데이터 통합 플랫폼 클라우드, 데이터 통합자 클라우드 서비스, GoldenGate 클라우드 서비스, 통합 클라우드, 프로세스 클라우드 서비스, API 플랫폼 클라우드 서비스, apiary 클라우드 서비스, SOA 클라우드 서비스와 같은 서비스를 제공한다.
- 비즈니스 분석: 이 회사는 다양한 애플리케이션, 데이터 웨어하우스 및 데이터 레이크의 데이터를 분석하고 통찰력을 생성할 수 있는 비즈니스 분석 플랫폼을 제공한다. 제공되는 서비스에는 분석 클라우드, 비즈니스 인텔리전스, 빅 데이터 검색, 빅 데이터 준비, 데이터 시각화 및 essbase가 포함된다.
- 보안: 오라클 클라우드 플랫폼은 하이브리드 클라우드 환경의 안전한 접근 및 모니터링을 제공하고 IT 거버넌스 및 규정 준수 요구 사항을 해결하기 위한 ID 및 보안 애플리케이션을 제공한다. 이 플랫폼은 SIEM, UEBA, CASB 및 IDaaS의 조합을 통해 ID SOC(보안 운영 센터)를 제공한다. 제공되는 서비스에는 Identity Cloud Service 및 CASB Cloud Service가 포함된다.
- 관리: 이 플랫폼은 통합 모니터링, 관리 및 분석 플랫폼을 제공한다. 이 플랫폼은 또한 운영 데이터 세트에서 기계 학습 및 빅 데이터를 사용한다. 이 플랫폼은 IT 안정성 향상, 애플리케이션 중단 방지, DevOps 개선 및 보안 강화를 위해 사용된다. 제공되는 서비스에는 애플리케이션 성능 모니터링, 인프라 모니터링, 로그 분석, 오케스트레이션, IT 분석, 구성 및 규정 준수, 보안 모니터링 및 분석이 포함된다.
- 콘텐츠 및 경험: 콘텐츠, 웹사이트 및 워크플로 관리를 위한 플랫폼이다. 이 서비스는 콘텐츠 협업 및 웹 존재를 제공하는 데 사용된다. 이 도구는 오라클 온프레미스 및 SaaS 서비스와 통합되어 제공된다. 제공되는 서비스는 Content and Experience Cloud, WebCenter Portal Cloud 및 DIVA Cloud이다.

2016년 오라클은 인터넷 인프라 회사인 Dyn을 인수했다. 2018년 5월 16일, 오라클은 데이터 과학 프로젝트 및 워크로드를 위한 사설 클라우드 워크스페이스 플랫폼인 DataScience.com을 인수했다고 발표했다. 2020년 4월, 오라클은 온라인 및 비디오 회의 플랫폼인 줌의 클라우드 인프라 제공업체가 되었다. 같은 달, 닛산은 자동차 디자인의 구조적 충격을 시뮬레이션하는 데 사용되는 고성능 컴퓨팅(HPC) 워크로드를 오라클 클라우드로 마이그레이션한다고 발표했다. 제록스는 2021년 오라클 클라우드와 파트너십을 발표했으며, 제록스는 자사의 비즈니스 인큐베이터 내에서 오라클의 클라우드 컴퓨팅 기능을 사용할 예정이다.

### 서비스형 소프트웨어 (SaaS)
오라클은 Oracle Cloud Applications로 알려진 SaaS 애플리케이션을 제공한다. 이러한 애플리케이션은 다양한 제품, 산업 분야에 걸쳐 다양한 배포 옵션으로 제공되어 규정 준수 표준을 따른다. 아래 목록은 오라클 코퍼레이션이 제공하는 Oracle Cloud Applications를 언급한다.
- 고객 경험 (CX)
- 인적 자본 관리 (HCM)
- 전사적 자원 관리 (ERP)
- 공급망 관리 (SCM)
- 기업 성과 관리 (EPM)
- 사물 인터넷 애플리케이션 (IoT)
- SaaS 분석
- 데이터
- 산업 솔루션 (통신, 금융 서비스, 소비재, 첨단 기술 및 제조, 고등 교육, 숙박, 유틸리티)
- 배포 (금융 서비스, 소매 서비스, 공공 부문, 국방과 같은 부문의 표준 준수)
- 블록체인 클라우드 서비스 (SAP, IBM 및 마이크로소프트와 파트너십)[15]
- 블록체인 애플리케이션

2016년 7월 28일, 오라클은 최초의 클라우드 회사인 NetSuite를 93억 달러에 인수했다.

### 서비스형 데이터 (DaaS)
이 플랫폼은 Oracle Data Cloud로 알려져 있다. 이 플랫폼은 Oracle ID Graph를 통해 채널 및 장치 전반의 소비자 데이터를 집계하고 분석하여 교차 채널 소비자 이해를 생성한다.

## 배포 모델
2023년 7월 기준으로 오라클 클라우드는 북미, 남미, 영국, 유럽 연합, 중동, 아프리카, 인도, 호주, 한국 및 일본을 포함하여 44개 지역에서 사용할 수 있다. 오라클 클라우드는 퍼블릭 클라우드(오라클 관리 지역)로 제공되며, 미국(FedRAMP High 및 DISA SRG IL5 준수) 및 영국에서 오라클 관리 정부 클라우드로 특정 정부 기관에 제공되고, 오라클이 "Cloud at Customer"라고 부르는 오라클 관리 데이터베이스 전용 서비스 또는 풀 서비스 전용 지역으로서 "프라이빗 클라우드" 또는 "하이브리드 클라우드"로 제공된다.

## 아키텍처
오라클의 퍼블릭 및 정부 클라우드는 오라클이 관리하는 데이터 센터의 글로벌 네트워크를 통해 제공되며, 오라클이 관리하는 백본 네트워크로 연결된다. Oracle Exadata Cloud at Customer는 이 네트워크를 제어 플레인 서비스에 활용한다. 오라클은 클라우드를 리전(Region)에 배포하며, 일반적으로 데이터 주권을 위해 각 국가에 두 개의 지리적으로 분산된 리전을 두어 재해 복원력을 높인다. 각 리전 내에는 최소 하나의 결함 독립적인 가용성 도메인(Availability Domain)과 각 가용성 도메인당 세 개의 내결함성 결함 도메인(Fault Domain)이 있다. 각 가용성 도메인에는 전원, 열 및 네트워크가 독립적으로 격리된 데이터 센터가 포함된다.
오라클 클라우드는 고객이 접근할 수 있는 클라우드 인프라 및 플랫폼 서비스뿐만 아니라 이러한 클라우드 리전에서 최종 사용자가 접근할 수 있는 서비스형 소프트웨어를 호스팅한다.